# 朱玉贤
朱玉贤（1955年12月—），男，浙江富阳人，中国植物生理学家，武汉大学生命科学学院教授。

## 生平
朱玉贤生于浙江富阳。1982年毕业于浙江农业大学农学系，1989年于美国康奈尔大学获博士学位。后回国担任北京大学教授。2011年当选为中国科学院生命与医学学部院士。2013年当选为发展中国家科学院院士。
2014年朱玉贤院士全职加盟武汉大学，担任生命科学学院教授，跨学科研究机构武汉大学高等研究院院长。